# Xanthonycticebus
Xanthonycticebus (лат.) — род приматов из семейства лориевых. Распространены в лесах Юго-Восточной Азии. Ведут древесный образ жизни.
Обладают ядовитыми слюной и секретом желез на передних конечностях.
Длина взрослых особей может достигать 18—21 см.

## Классификация и ареал

### Виды
База данных Американского общества маммологов относит к роду два вида:
- Средний лори (Xanthonycticebus intermedius)[5] — северный Вьетнам, Лаос, Китай;
- Малый лори (Xanthonycticebus pygmaeus)typus — южный Вьетнам, Лаос, Камбоджа.

Красная книга МСОП (2021) объединяет оба вида под названием Nycticebus pygmaeus, рассматривая этот вид как «Вымирающий» (Endangered).

### Таксономическая история
В 1907 году английский зоолог Дж. Левис Бонхот описал вид приматов Nycticebus pygmaeus (малый лори) из южного Вьетнама. В 2022 году Анна Некарис и Винсент Ниймана переместили этот вид в выделенный ими монотипический род Xanthonycticebus, который, согласно результатам исследования мтДНК, разошёлся с Nycticebus в диапазоне времени от 4,9 до 21,0 млн лет назад (усреднённая дата — 10,5 млн лет назад). Xanthonycticebus отличаются от Nycticebus тем, что проявляют симпатрию по отношению к видам толстых лори, нередко рожают близнецов, имеют сезонные изменения массы тела и окраса всего тела (чего не наблюдается у других родственных видов, живущих в тех же широтах), а также наличием социальной системы с несколькими самцами и самками. Кроме того, Xanthonycticebus отличаются от Nycticebus отсутствием волос на ушах и более выступающей верхнечелюстной костью.
В 1960 году вьетнамский зоолог Дао Ван Тиен описал вид N. intermedius (средний лори) из северного Вьетнама. В дальнейшем N. intermedius обычно рассматривался как младший синоним N. pygmaeus. До публикации исследования группы зоологов под руководством Мэри Блэр в 2023 году, доказательства видовой самостоятельности среднего лори оставались неубедительными и были связаны с различиями в окрасе шерсти, размере тела и морфологии переднего зубного ряда. Блэр и соавторы выявили в составе рода Xanthonycticebus две клады, обособленные генетически и краниологически: северную и южную. По результатам исследования, роды Xanthonycticebus и Nycticebus разошлись 11,34 млн лет назад (95% наибольшая плотность вероятности [НПВ]: 14,17—8,59 млн лет назад). Время расхождения северной и южной клад Xanthonycticebus оценивается в 1,18 (НПВ: 1,82—0,66) млн лет назад. Согласно оценке, ближайший общий предок современных представителей северной клады жил 0,22 (НПВ: 0,4–0,11) млн лет назад, южной клады — 0,35 (НПВ: 0,6—0,17) млн лет назад. Краниологический анализ показал, что образцы, собранные в северной части ареала Xanthonycticebus, характеризуются более короткими черепом и нижней челюстью по сравнению с южными образцами того же рода. Блэр и соавторы утверждают, что высокая молекулярная дивергенция и краниологические различия подтверждают видовую самостоятельность среднего (северного) и малого (южного) лори.

## Размножение и забота о потомстве
Обычно рождается один детёныш, но иногда бывают двойни. Сразу после рождения детеныш вцепляется в материнскую шерсть на груди и крепко держится здесь. Лактация продолжается более 4 месяцев. Мать носит детеныша на себе 35—50 дней. Самец не принимает участия в воспитании потомства.

## Питание
Едят фрукты, цветы, нектар, насекомых, любят яйца птиц. Лори имеют две особенности в характере питания: они едят камедь (смола деревьев) и многие виды ядовитых беспозвоночных — например, ядовитых насекомых и гусениц.